# ستيفان كورتوا
ستيفان كورتوا (بالفرنسية: Stéphane Courtois) (و. 1947  م) هو مؤرخ، وكاتب فرنسي.

## جوائز
حصل على جوائز منها:
- مولدوفا.

## روابط خارجية
- ستيفان كورتوا على موقع IMDb (الإنجليزية)